# Propyn
Propyn is een alkyn met als brutoformule C3H4. De zuivere stof komt voor als een kleurloos gas, dat zeer slecht oplosbaar is in water. Propyn vormt een bestanddeel van lpg, samen met diens structuurisomeer propadieen.

## Toepassingen

### Raketbrandstof
Het Europese ruimteonderzoek door ESA houdt zich onder andere bezig met het gebruik van de lagere koolwaterstoffen in combinatie met vloeibare zuurstof als een relatief geschikte brandstof voor raketmotoren die dan bovendien veel minder toxisch zou zijn dan de gebruikelijke combinatie van methylhydrazine met distikstoftetraoxide. Vooral voor de lagere banen in de ruimte bleek propyn een goede keuze. Het gebruik van een brandstof met een relatief hoog kookpunt is hierbij voordelig: de uitgebreide koeltechniek is niet meer noodzakelijk voor de brandstof.

### Organische chemie
Propyn kan als een eenvoudige bouwsteen in de organische synthese worden ingezet. In vloeibare vorm kan het met n-butyllithium behandeld worden, waarbij vast propynyllithium gevormd wordt. Dit nucleofiele organolithiumreagens kan dan reageren met aldehyden, waarbij een secundair alcohol gevormd wordt. Zuiver propyn is vrij duur voor dit soort toepassingen, maar bij dergelijke additiereacties kan het vervangen worden door het goedkopere lpg: andere componenten in lpg reageren namelijk niet.